# Rafael Vallbona i Sallent
Rafael Vallbona i Sallent (Barcelona, 27 d'agost de 1960) és un periodista, escriptor i guionista de ràdio i TV.
Va començar escrivint poesia, passant més tard al periodisme, llibres de viatges, narrativa, novel·la negra i novel·la juvenil.
Les seves primeres poesies tracten sobre alguns dels mites de la modernitat.

## Biografia
Va néixer a la Vila de Gràcia, a Barcelona. Amb nou anys es var traslladar a viure a Premià de Mar. Després d'acabar l'institut a Mataró, va estudiar periodisme a la Universitat Autònoma de Barcelona, i va assolir un postgrau en escriptura de guions a la mateixa universitat.
Va ser cap de prensa del departament de Cultura de la Generalitat de Catalunya entre 1986 i 1988, i professor de la Facultat Blanquerna de Comunicació i Relacions Internacionals de la Universitat Ramon Llull.
Col·laborador habitual en ràdio, premsa i televisió, ha treballat, entre d'altres mitjans, en El Mundo, El País, El Punt Avui, Tele/expres, El Correo Catalán, El Maresme, Diario de Barcelona, El Periódico, Radio Nacional de España, Catalunya Ràdio, Ona Catalana, COM Ràdio, RAC 1 i va ser cap de Cultura al diari El Observador.
Al festival Tiana Negre 2016, va iniciar el torn de paraula de la primera taula, i va apuntar la precarietat i les dificultats del món del periodisme, sumant anècdotes sobre el seu passat com a militant del PSAN i les fosques relacions entre la premsa i la política.

## Obres publicades

### Poesia
- Inventari de límits, 1979, Editorial Anche, ISBN desconegut, Depòsit legal B 12024-1980.
- Balades d'espeed, poemes destrossats, 1986, Tres i Quatre, ISBN 84-7502-158-1.
- Encara queda el blues, 1999, Cossetània, ISBN 84-89890-22-6.
- Al raval, 2000, Viena, ISBN 84-8330-068-0.
- Les habitacions on visc, 2006, Tres i Quatre, ISBN 84-7502-751-2.
- Platges de la ment, 2014, Germania, ISBN 978-84-16044-51-1.

### Narrativa
- Fora de joc, 1988, Columna, ISBN 84-86433-77-0.
- El concert de París, 1990, Pòrtic, ISBN 84-7306-398-8; també 2003, MDS Books,
 ISBN 84-9789-227-5.
- Els dies rojos, 1995, Columna, ISBN 84-7809-789-9; también 1995, Cercle de Lectors,
 ISBN 84-226-5668-X.
- Rosa: el gran èxit de TV3, escrit en col·laboració amb Josep Maria Benet i Jornet i Joan Marimón Padrosa basat en la sèrie de TV, 1996, Proa, ISBN 8482562770; també 1996, La Vanguardia, ISBN 8483001780.
- Plaça dels Àngels, 2000, Columna, ISBN 84-8300-941-2.
- La comuna de Puigcerdà, 2001, Columna, ISBN 84-664-0035-4; també 2001, Cercle de Lectors, ISBN 84-226-9173-6; també 2018, Columna, ISBN 978-84-17420-22-2.
- Gràcia, 2003, Rosa dels Vents, ISBN 84-01-38605-5.
  - Edició en italià: Gracia. L'anima di Barcellona, 2006, FBE, ISBN 978-8889160213.
- Forasters, 2007, Columna, ISBN 978-84-664-0877-6.
- Serrallonga, basat en la sèrie de TV, 2008, Edicions 62, ISBN 978-84-297-6135-1.
- El tant per cent, 2014, Alrevès, ISBN 978-84-15900-30-6.
- Tros, 2017, Pagès, ISBN 978-84-9975-818-3.
- La casa de la frontera, 2017, Edicions 62, ISBN 978-84-297-7613-3; també 2018, Labutxaca (Edicions 62), ISBN 978-84-17420-17-8.
  - Edició en castellà: La casa de la frontera, 2019, Milenio, ISBN 978-84-9743-850-6.
    - Edició en francès: Une maison sur la frontière, 2021, Balzac, ISBN 9782373200423.
- Swing, allà on la vida venç, 2021, Edicions 62, ISBN 978-84-297-7913-4; també 2021, Labutxaca(Edicions 62), ISBN 978-84-18572-87-6.
  - Edició en francès: Swing, là où la vie gagne, 2023, Balzac, ISBN 9782373201000.
- La musa de la Plaça Reial,[4] 2022, Univers, ISBN 978-84-18887-40-6.

### Narrativa breu
- Històries de fi de segle, 1984, L'Aixernador, ISBN desconegut, Depòsit legal B 13557-1984.
- Anfetamínic, 1984, Kapel, ISBN 8485952308.
- Sabates italianes, 1987, Eumo, ISBN 84-7602-153-4.
  - Edició en euskera: Zapata italiarrak, 1993, Desclée de Brouwer, ISBN 84-330-0985-0.
- Conduint tota la nit, 1989, Tres i Quatre, ISBN 84-7502-241-3.
- L'odi porta ales, 1995, Camacuc, ISBN 84-86970-60-1.
- Ui, l'estiu, 2005, Edicions 62, ISBN 84-297-5655-8.
- Els bons dies, 2019, Amsterdam, ISBN 978-84-17918-09-5.

### Periodisme i assaig
- Riure a Barcelona, 1990, Eumo, ISBN 84-7602-172-0.
- Núria Feliu, 25 anys, 1991, Pòrtic, ISBN 8473064321.
- Tirant de rock, 1992, Tres i Quatre, ISBN 8475023592.
- Combalia Sagrera, 75 anys, 1998, Viena.
- Ara que tinc 40 anys, 2003, Edicions 62, ISBN 84-297-5061-4.
- Els nens (i les nenes) del rock, 2005, Edicions 62, ISBN 84-297-5496-2.
- De cara al mar: ahir i avui del litoral de Barcelona, edición en catalán-inglès, 2004, Institut del Paisatge Urbà i la Qualitat de Vida, ISBN 84-933238-6-1.
  - Edició en castellà-francès: De cara al mar: ayer y hoy del litoral de Barcelona, 2004, Institut del Paisatge Urbà i la Qualitat de Vida, ISBN 84-933238-7-X.
- Els Pirineus en venda, 2005, Ara Llibres, ISBN 84-96201-51-1.
- Jo he servit el tripartit: docudrama d'un ex de Maragall, 2007, L'Esfera dels Llibres, ISBN 978-84-9734-539-2.
- L'encant de fer 50 anys; crònica optimista i sense manies, 2010, Edicions 62, ISBN 978-84-297-6226-6.
- De contents a enganyats,[5] 2014, Edicions 62, ISBN 978-84-297-7290-6.
- Carles Pujadas: fent camí des de 1973,[6] 2014, La Comarcal, ISBN 978-84-95351-52-4.
- Sóc un boomer,[7] 2022, Destino, ISBN 978-84-9710-333-6.

### Viatges
- Barques i fogons, del Llobregat a la Tordera, 1992, El Mèdol, ISBN 84-86542-51-0.
- El Maresme, 1993, Dissenys Culturals, ISBN 84-88598-02-5.
- Viatge a l'Alentejo, 2002, Columna, ISBN 84-664-0100-8.
  - Edició en italià: Viaggio all'Alentejo, 2007, FBE, ISBN 978-8889160534.
- Un any a la Cerdanya, 2019, Edicions 62, ISBN 978-84-297-7785-7.
- Dolce far niente. Una primavera toscana, 2023, Univers, ISBN 978-84-18887-81-9.

### Ciclisme
- De Donostia a Portbou. Les rutes del Tour, 2002, Proa, ISBN 84-8437-418-1.
- De Ginebra a Niça. Les rutes del Tour, 2004, Proa, ISBN 84-8437-570-6.
- Volta a les Dolomites i als Alps italians. Les rutes del Giro, 2006, Cossetània, ISBN 84-9791-234-9.
- Volta al Parc d'Aigüestortes en BTT, 2009, Cossetània, ISBN 978-84-9791-474-1.
  - Edició en castellà: Vuelta al Parc d'Aigüestortes en BTT, 2009, Lectio, ISBN 978-84-96754-36-2.
- Volta a Catalunya 1911-2011, un segle d'esport i país, texte en català amb resums en castellà, anglès y francès, 2011, Cossetània, ISBN 978-84-15403-60-9.
- Xavi Tondo, el triomf de l'obstinació, 2013, Cossetània, ISBN 978-84-9034-112-4.
- Cicloturisme tranquil per Catalunya: 26 itineraris per descobrir el país amb suau cop de pedal, 2013, Cossetània, ISBN 978-84-9034-182-7.
- Escalada a Montjuïc 1965-2007 : l'ascens de la ciutat, 2014, Cossetània, ISBN 978-84-9034-276-3.
- Cicloturisme tranquil per Calella i el Maresme, texte en català i anglès, 2015, Cossetània, ISBN 978-84-9034-342-5.
- 50 itineraris de cicloturisme tranquil per Catalunya, 2017, Cossetània, ISBN 978-84-9034-653-2.
- En bici elèctrica per Catalunya : 21 itineraris de cicloturisme tranquil, 2021, Cossetània, ISBN 978-84-1356-057-1.
- Herois de la Volta : els protagonistes de 100 curses de llegenda, 2021, Cossetània, ISBN 978-84-1356-065-6.

### Literatura juvenil
- Pis d'estudiants,[8] 1993, Columna, ISBN 84-7809-485-7; també 1997, Columna, ISBN 84-7809-485-7; també 2009, Estrella Polar, ISBN 978-84-9932-038-0.
- El noi de la vall del Dra'a, 1994, Columna, ISBN 84-246-8315-3; també 1997, Columna, ISBN 84-8300-292-2.
  - Edició en castellà: El amigo del desierto, 1999, Ediciones del bronce, ISBN 84-89854-51-3.
- Pols a les sabates / Dits enganxosos, 1996, Columna, ISBN 84-8300-093-8; també 1996, Proa, ISBN 84-8256-216-9.
- Estiu a Menorca, 1998, Cruïlla, ISBN 84-8286-373-8.
- Recanvis Luna, 1998, Columna, ISBN 84-8300-504-2.
  - Edició en castellà: Recambios Luna, 2003, Everest, ISBN 84-241-8559-5.
- Una història de carrer, 2000, Cruïlla, ISBN 84-661-0050-4.
- La balada de J.K., 2001, Empúries, ISBN 84-7596-837-6.
- Hip-hop, 2001, Columna, ISBN 84-664-0175-X.
- Sense sortida, 2003, Cruïlla, ISBN 84-661-0628-6.
  - Edició en castellà: Sin salida, 2003, Montena, ISBN 84-8441-186-9.
- Contracte basura, 2006, Columna, ISBN 84-664-0714-6.
- La cara al vent, 2007, Alfaguara, ISBN 978-84-7918-275-5.
- Camins damunt les dunes, 2011, La Galera, ISBN 978-84-246-3609-8; també 2013, La Galera, ISBN 978-84-246-4284-6.

## Guions

### Ràdio
- Beatles, si us plau. 1986.
- Qui és, qui era?. 1986-88.
- Elvis per sempre. 1988.
- Lletrasset. 1989.

### Televisió
- Especial Núria Feliu. 1989.
- Puçastoc. 1990.

## Adaptacions al cinema
- Tros (Tierras). 2021. Espanya. Dirigida per Pau Calpe. Protagonitzada per Pep Cruz, Roger Casamajor i Annabel Castan. Guió de Marta Grau, basat en la novel·la homònima.[9][10]

## Premis
- 1980 - Premi Marià Manent per Inventari de límits.
- 1981 - Premi Just Manuel Casero per Amfetamínic.[11]
- 1985 - Premi Ventura Porta i Rosés de guions radiofònics.
- 1990 - Premi de novel·la eròtica «La piga» per El concert de París.
- 1993 - Premio Emili Teixidor de contes.
- 1995 - Premio Casa del Dau per L'odi porta ales.
- 1998 - Premio Columna Jove per Recanvis Luna.
- 1998 - Premi de poesia Comas i Maduell per Encara queda el blues.
- 1999 - Premi Rosa Leveroni de poesia per Al Raval.[12]
- 1999 - Premi de Poesia Jocs Florals de Barcelona per Al Raval.
- 2001 - Premi Amat-Piniella de novel·la històrica per La comuna de Puigcerdà.
- 2001 - Premi Ramon Muntaner de literatura juvenil per La balada de J.K..
- 2005 - Premi Ernest Udina de Periodisme per Els Pirineus en venda.[13]
- 2007 - Premi Nèstor Luján de novel·la històrica per Forasters.[14]
- 2016 - Premi Ferran Canyameres per Tros.[15]
- 2017 - Premi Sant Joan de narrativa per La casa de la frontera.[16]
- 2019 - Premi Roc Boronat de narrativa per Els bons dies.